# FIBO

Logo der FIBO in Köln

Die Fibo (Eigenschreibweise: FIBO, Abkürzung für Fitness und Bodybuilding) ist die Weltleitmesse für Fitness, Wellness und Gesundheit in Köln, die seit ihrer Gründung 1985 in jährlichem Turnus stattfindet. Die FIBO wurde 1985 von Kurt Thelen und Volker Ebener gegründet. Am 10. Mai 1990 wurde sie an die Blenheim International Deutschland GmbH verkauft, einen Vorgänger der heutigen Reed Exhibitions Deutschland GmbH. Mit mehr als 1.105 Ausstellern und über 145.000 Besuchern ist die Fibo heute die weltweit größte Fachmesse für Fitness, Wellness und Gesundheit.

## Geschichte
Gegründet wurde die Messe 1985 von Kurt Thelen und Volker Ebener in Köln. 1991 wechselte die Messe den Standort und fand bis 2012 auf dem Messegelände in Essen statt.
Die erste Veranstaltung hatte 69 Aussteller und ungefähr 10.000 Besucher; im Jahr 2000 waren 450 Aussteller und 69.600 Besucher anwesend. 2005 hatte die Messe 339 Aussteller.
2005 wurde die Messe aufgeteilt in die Marken „Fibo“ und „Fibo Power“. Die Fibo Power befasste sich fortan mit den Themenkreisen Bodybuilding, Kraft- und Kampfsport, die Fibo mit den Themen Fitness, Wellness und Gesundheit. Ein neuer Themenschwerpunkt ist seit 2009 der Themenbereich Gesundheit, der von der Messegesellschaft als „Fibomed“ bezeichnet wird.
2013 kehrte die Messe nach Köln zurück und findet seitdem in der Koelnmesse statt. 2019 hatte die FIBO 1105 Aussteller und 145.000 Besucher, darunter ungefähr 84.000 Fachbesucher. 2024 hatte die Messe über 1000 Aussteller und circa 129.700 Besucher.